# Adelle Waldman

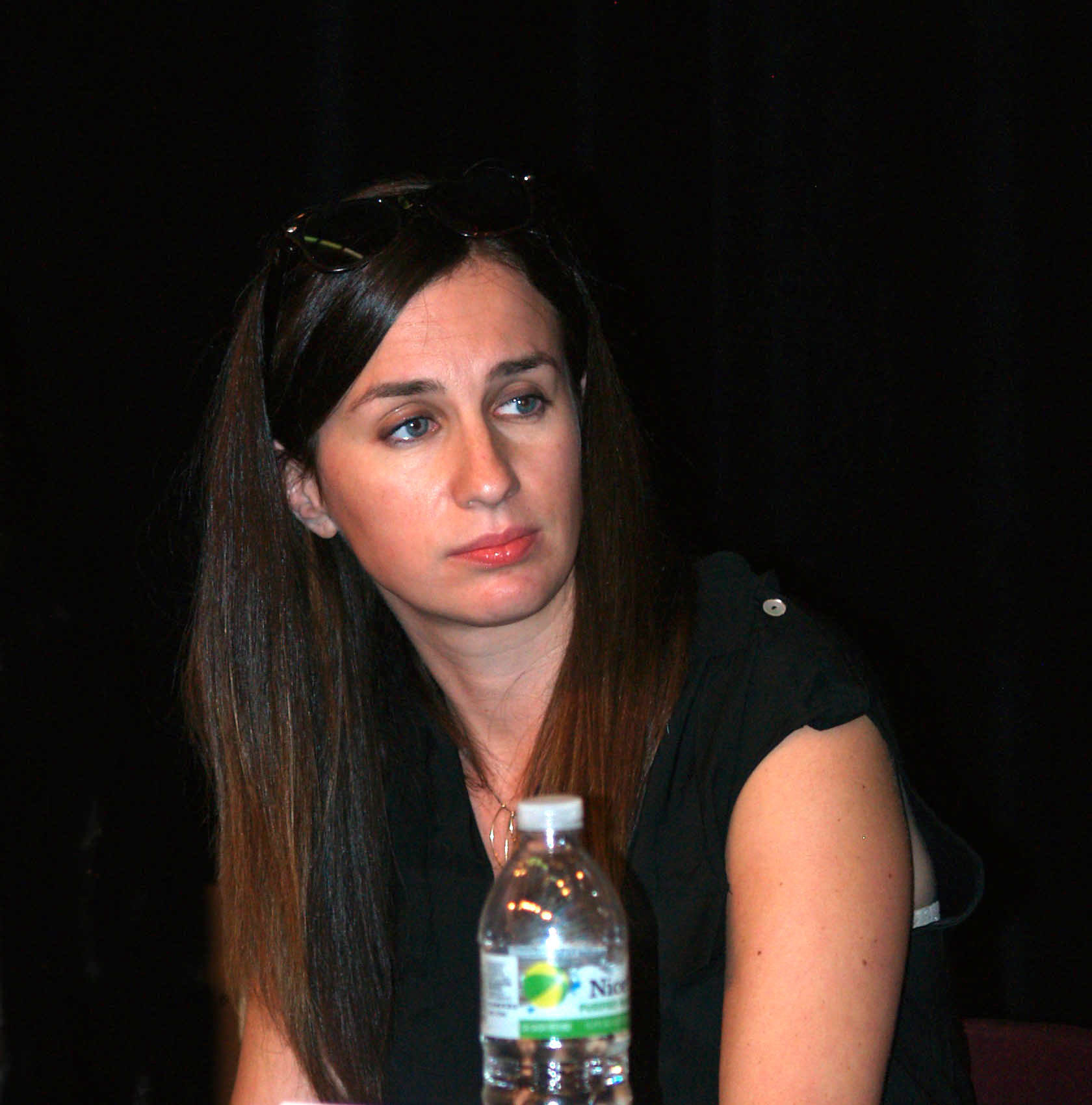
Adelle Waldman beim Brooklyn Book Festival

Adelle Waldman (* 1977 in Baltimore) ist eine US-amerikanische Journalistin und Autorin.

## Leben
Waldman wuchs in der Nähe von Baltimore im Bundesstaat Maryland auf. Sie studierte an der Brown University in Providence, Rhode Island und besuchte danach die Graduate School of Journalism der Columbia University in New York City. In den folgenden Jahren war sie als Reporterin für Lokalzeitungen wie den New Haven Register oder den Cleveland Plain Dealer tätig und schrieb eine Kolumne für die Webseite des Wall Street Journal. Des Weiteren schreibt sie Buchkritiken und Essays für Slate, die Vogue und den Blog Gawker. Für The New Republic und The New York Observer ist sie ebenfalls tätig. In der Zeit, als sie ihren ersten Roman The Love Affairs of Nathaniel P schrieb, war sie zum Broterwerb als Tutorin für den US-amerikanischen Bildungstest SAT tätig.
Waldman ist mit dem Autor Evan Hughes verheiratet und lebt in Brooklyn.

## Veröffentlichungen
- The Love Affairs of Nathaniel P. Picador, New York City, USA 2014, ISBN 978-3-95438-048-0.
  - Das Liebesleben des Nathaniel P. Aus dem Englischen von Ulrike Wasel und Klaus Timmermann. Liebeskind, München 2015, ISBN 978-3-95438-048-0.[3][4]
- Kindle Edition: Nathaniel P. as Seen Through the Eyes of His Friend Aurit, 43 Seiten, 2851 kB, Picador, New York City, USA 2014.
- Help Wanted. W. W. Norton, New York 2024, ISBN 978-1-324-02044-8.